# Sergio Assisi
Sergio Assisi es un actor italiano, conocido por haber interpretado a Umberto Galiano en la serie Capri y a Mario Nardone en Il commissario Nardone.

## Carrera
En 1999, se unió al elenco de la película Ferdinando e Carolina, donde interpretó al rey Ferdinando I Borbone.
En 2008 interpretó al mujeriego Umberto Galiano en la serie Capri.
En 2012 se unió al elenco principal de la serie Il commissario Nardone, donde dio vida al comisario Mario Nardone hasta el final de la serie ese mismo año. Ese mismo año, participó en el concurso de baile Ballando con le stelle 8 y su pareja fue la bailarina profesional Ekaterina Vaganova; la pareja quedó en séptimo lugar.

## Filmografía

### Series de televisión
| Año  | Título                     | Personaje            | Notas                    |
| ---- | -------------------------- | -------------------- | ------------------------ |
| 2012 | Il commissario Nardone     | Comis. Mario Nardone | 12 episodios - miniserie |
| 2012 | Zodiaco - Il libro perduto | Julian Savelli       | 4 episodios              |
| 2012 | Capri                      | Umberto Galiano      | 13 episodios             |
| 2005 | Elisa di Rivombrosa        | Nicola di Conegliano | -                        |

### Películas
| Año  | Título                        | Personaje            | Notas |
| ---- | ----------------------------- | -------------------- | --- |
| 2015 | C'è sempre un perché          | Leo                  | junto a Maria Grazia Cucinotta, Valeria Marini & Antonino Bruschetta                                              |
| 2015 | A Napoli non piove mai        | Barnaba              | junto a Luigi Di Fiore, Eliana Miglio & Valentina Corti                                                           |
| 2014 | Fratelli Unici                | Gustavo              | junto a Michela Andreozzi, Luca Argentero, Raoul Bova & Carolina Crescentini                                      |
| 2014 | Ultima Fermata                | Francesco            | junto a Claudia Cardinale, Philippe Leroy & Luca Lionello                                                         |
| 2014 | Una coppia modello            | Adriano              | junto a Daniele Pecci, Bianca Guaccero, Chiara Ricci & Simona Marchini                                            |
| 2013 | C'è sempre un perché          | Leo                  | junto a Maria Grazia Cucinotta, Antonino Bruschetta & Valeria Marini                                              |
| 2010 | Le ragazze dello swing        | Ernesto Parisi       | junto a Andrea Osvárt, Lotte Verbeek, Elise Schaap, Giuseppe Battiston & Sylvia Kristel                           |
| 2009 | Mannaggia alla miseria!       | Antonio              | junto a Gabriella Pession, Tommaso Ramenghi, Ennio Coltorti & Susanna Marcomeni                                   |
| 2007 | Graffio di tigre              | Fabio                | junto a Gabriella Pession, Raffaella Rea, Simone Gandolfo & Marco Bocci                                           |
| 2006 | La contessa di Castiglione    | Conde de Castiglione | junto a Francesca Dellera, Jeanne Moreau, Sergio Rubini & Frédéric van den Driessche                              |
| 2006 | Assunta Spina                 | Federico Funelli     | junto a Bianca Guaccero, Nicola Di Pinto, Emma Piro & Angela Pagano                                               |
| 2006 | Amore e libertà - Masaniello  | Masaniello           | junto a Anna Ammirati, Massimiliano Dau, Cosimo Fusco, Anna Galiena, Gabriele Lavia & Franco Nero                 |
| 2005 | Imperia, la grande cortigiana | Cesare               | junto a Manuela Arcuri, Antonio Giuliani, Filippo Valle, aolo Triestino & Isabella Orsini                         |
| 2004 | Guardiani delle nuvole        | Crescenzo            | junto a Franco Nero, Luisa Ranieri, Anna Galiena, Alessandro Gassman & Claudia Gerini                             |
| 2003 | Ics                           | Rocco                | junto a Vittoria Belvedere, Andrea Coppola, Victoria Larchenko & Francesca Piri                                   |
| 2002 | La casa dell'angelo           | Piero                | junto a Barbara De Rossi, Paolo Malco, Cristiana Capotondi & Stefano Pesce                                        |
| 2001 | L'attentatuni                 | Chiesa               | junto a Veronica Pivetti, Claudio Amendola, Francesco Paolo Lo Giudice, Giovanni Di Benedetto & Massimo Popolizio |
| 2000 | L'uomo della fortuna          | Antonio              | junto a Giovanni Esposito, Burt Young, Tony Sperandeo, Enzo Cannavale & Elena Russo                               |
| 1999 | Ferdinando e Carolina         | Ferdinando I Borbone | junto a Gabriella Pession, Matt Patresi, Yari Gugliucci & Paolo De Giorgio                                        |

### Apariciones
| Año  | Programa               | Notas       |
| ---- | ---------------------- | ----------- |
| 2012 | Ballando con le stelle | concursante |

## Premios y nominaciones
| Año  | Categoría     | Premio          | Serie                        | Resultado |
| ---- | ------------- | --------------- | ---------------------------- | --------- |
| 2012 | Giffoni Award | Giffoni Award   | -                            | Ganador   |
| 2006 | Best Actor    | Festival Trophy | Amore e libertà - Masaniello | Ganador   |